# Lagerstroemia subcostata
Espèce
Statut de conservation UICN

 LC  : Préoccupation mineure
Lagerstroemia subcostata est une espèce de la famille des Lythraceae. Elle est couramment dénommée Taiwan crepe myrtle. C'est un arbre  originaire du Japon, des Îles Ryukyu, de Taïwan et du sud de la Chine, et introduit aux Philippines.
Lorsque L. subcostata var. fauriei est croisé avec Lagerstroemia indica, le résultat est Lagerstroemia × egolfii (généralement donné comme Lagerstroemia indica × fauriei). Cet hybride a de nombreux cultivars et est largement planté comme espèce ornementale aux États-Unis,,,.

## Description
Lagerstroemia indica est un arbre à feuilles caduques.L Les fleurs ont a cinq ou six pétales crêpés et cinq ou six étamines qui sont particulièrement longues. Les feuilles sont opposées ou alternées. L'écorce lisse est visible quand l'ancienne écorce tombe.

## Répartition
Ce taxon se rencontre dans les pays suivants : Chine, Japon, Philippines, Taïwan.

## Utilisation
Lagerstroemia indica est utilisé pour la conservation des sols et de l'eau, le bois de chauffage, les outils agricoles et la médecine traditionnelle chinoise.

## Liste des variétés
Selon GBIF (3 novembre 2024) :
- Lagerstroemia subcostata var. fauriei (Koehne) Hatus. ex Yahara
- Lagerstroemia subcostata var. subcostata

## Galerie

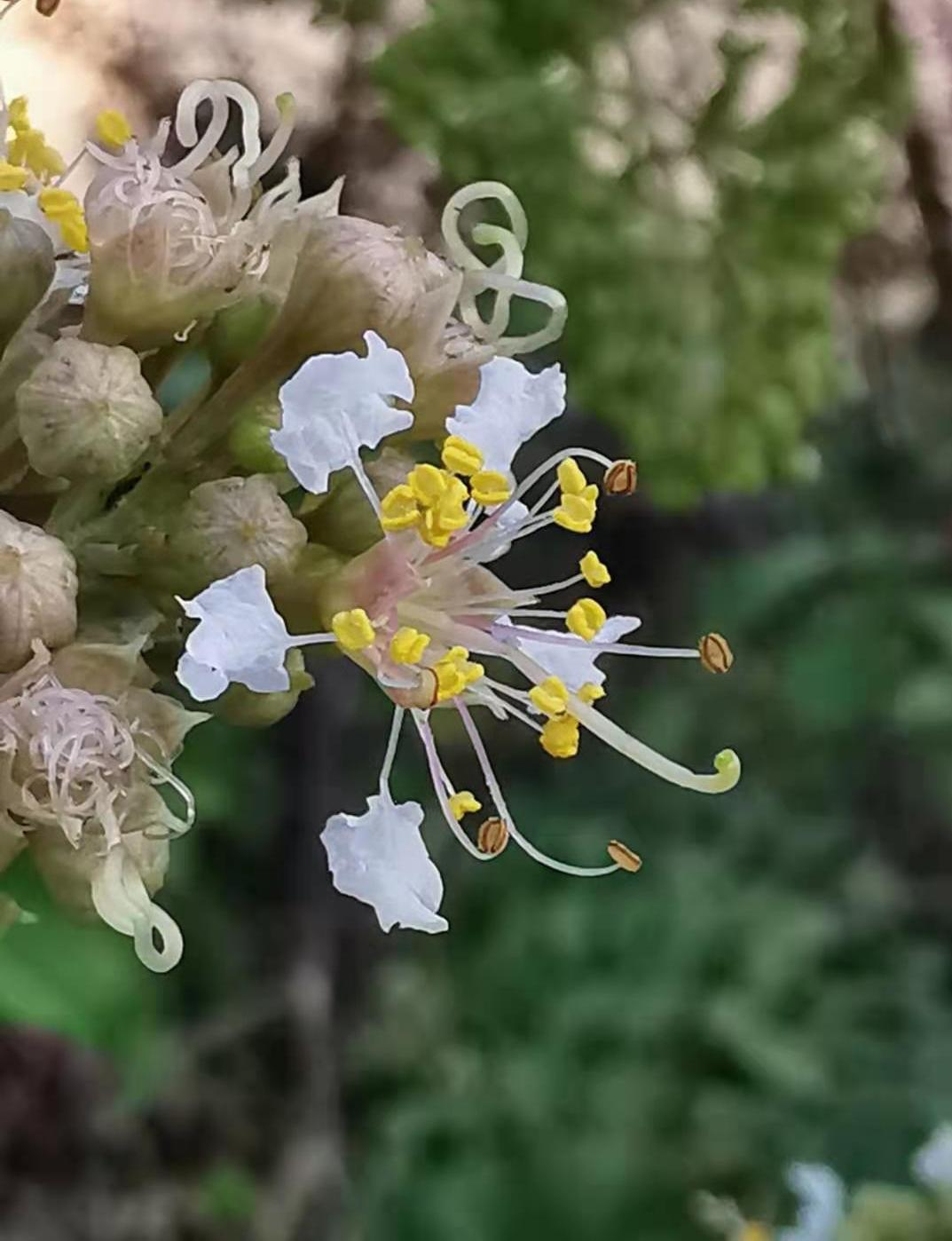
Fleur a pétales crêpés.
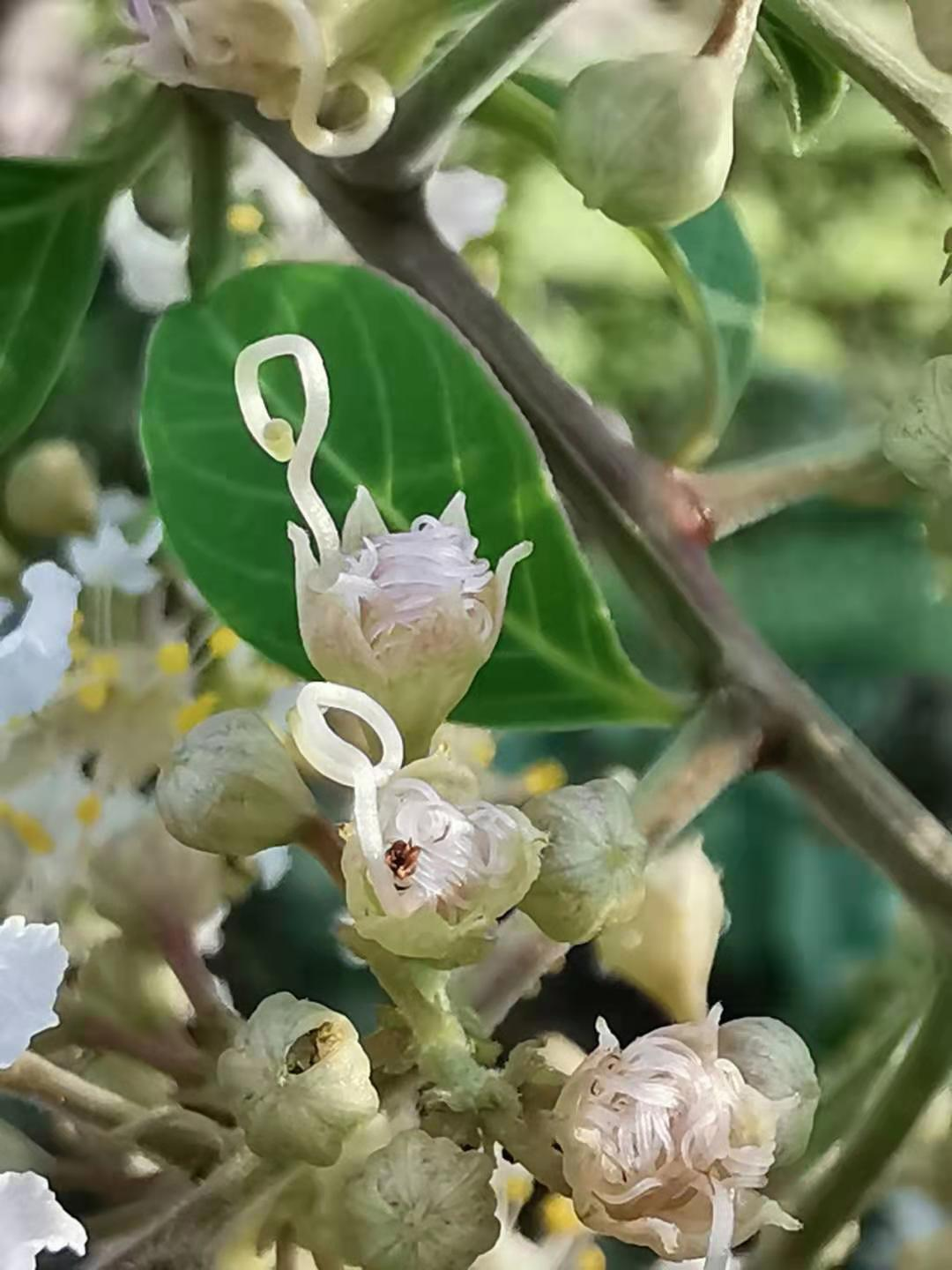
Fleurs juste entrouvertes
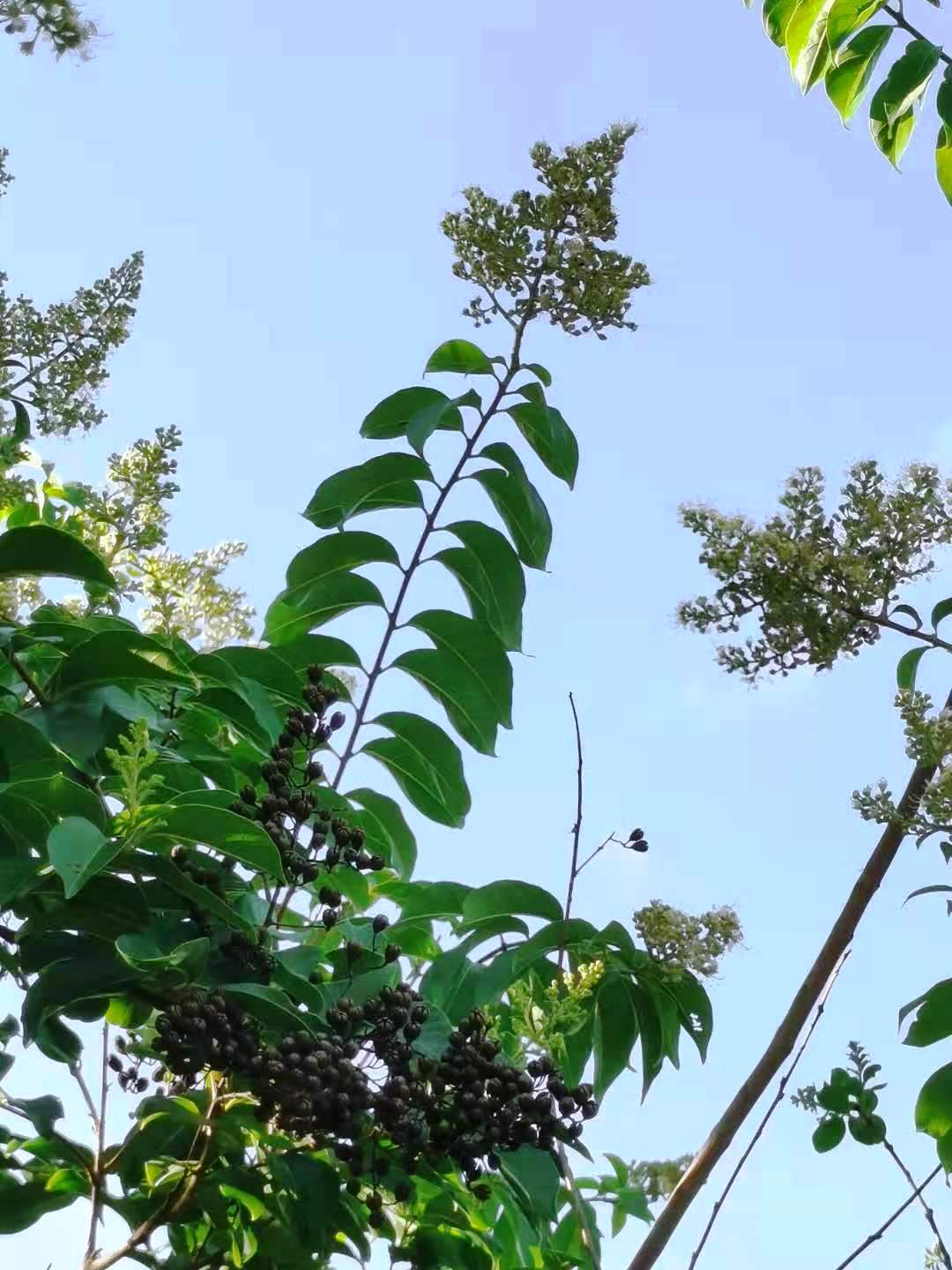
Panicule et phyllotaxie
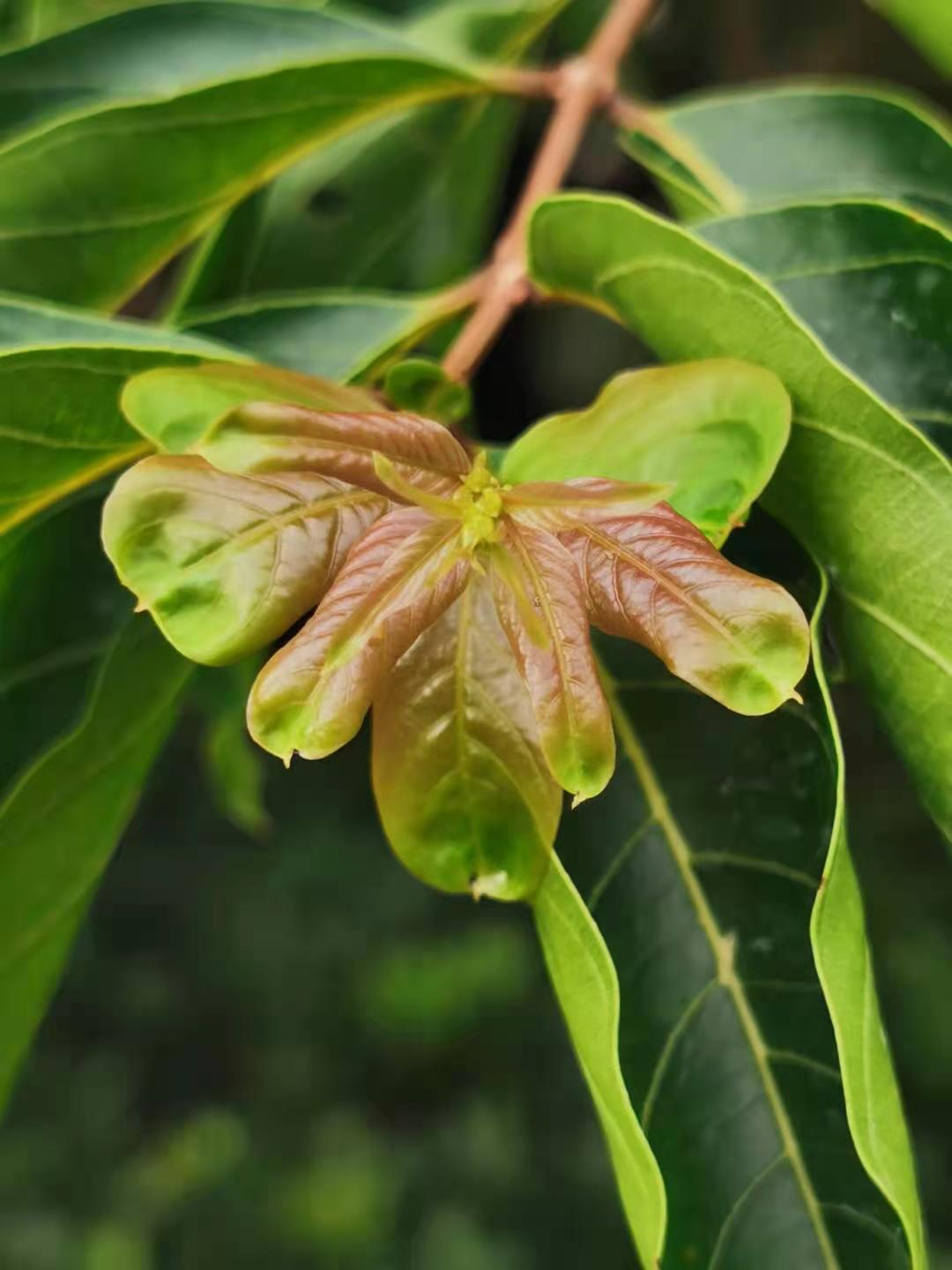
Couleurs de jeunes feuilles
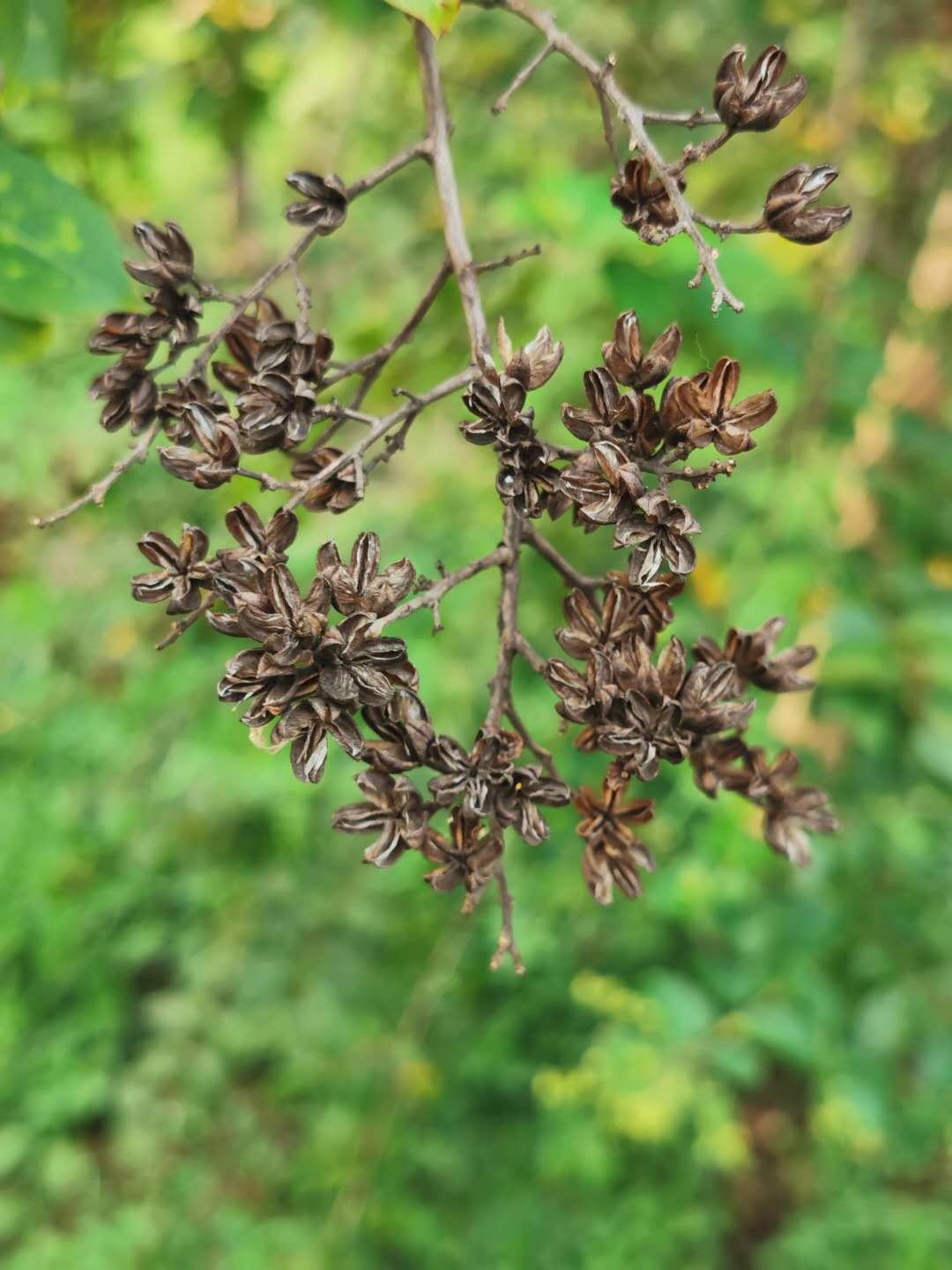
Fruits  mûrs
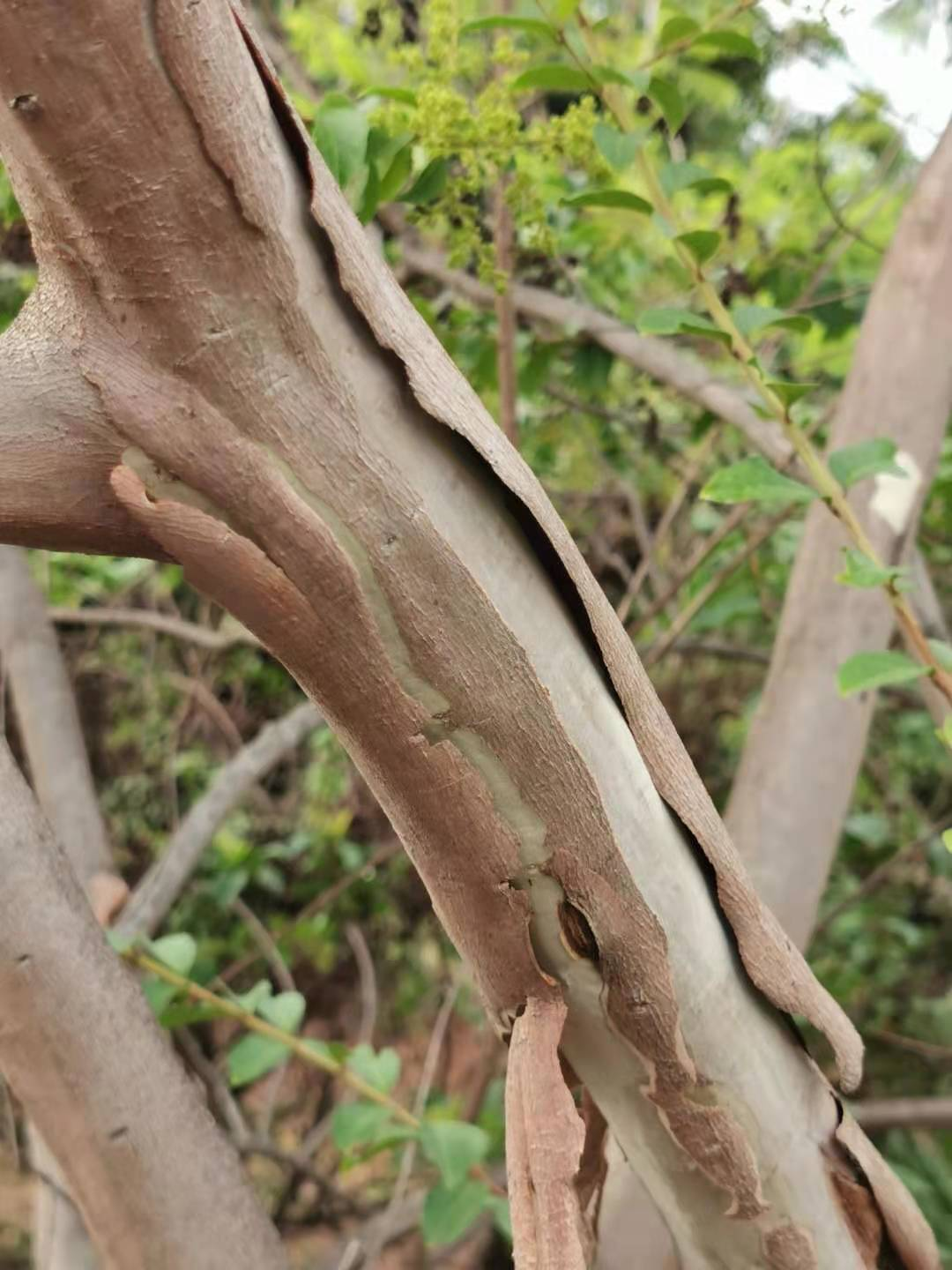
Ecorce lisse sous l'ancienne
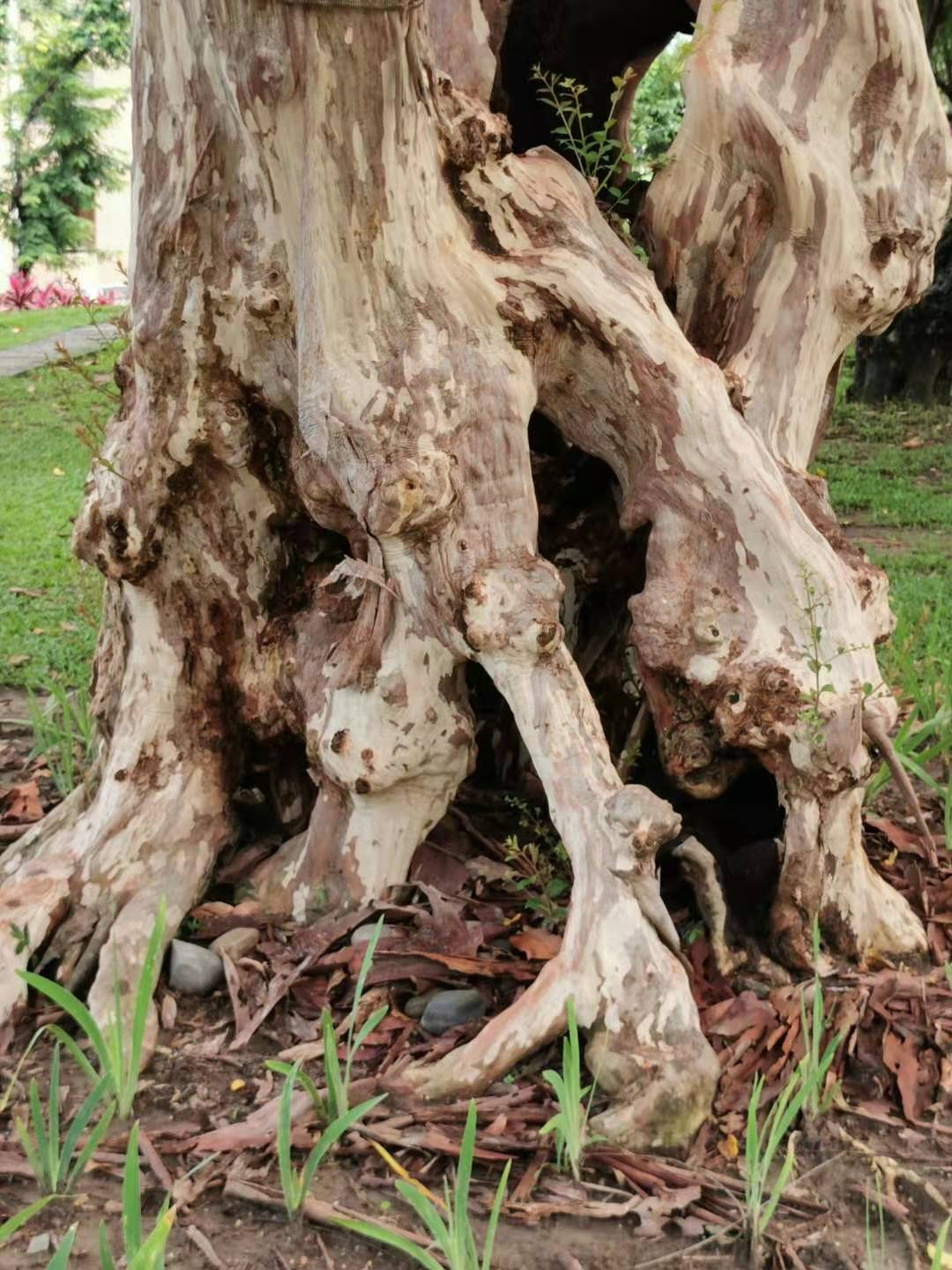
Tronc d'arbre creux
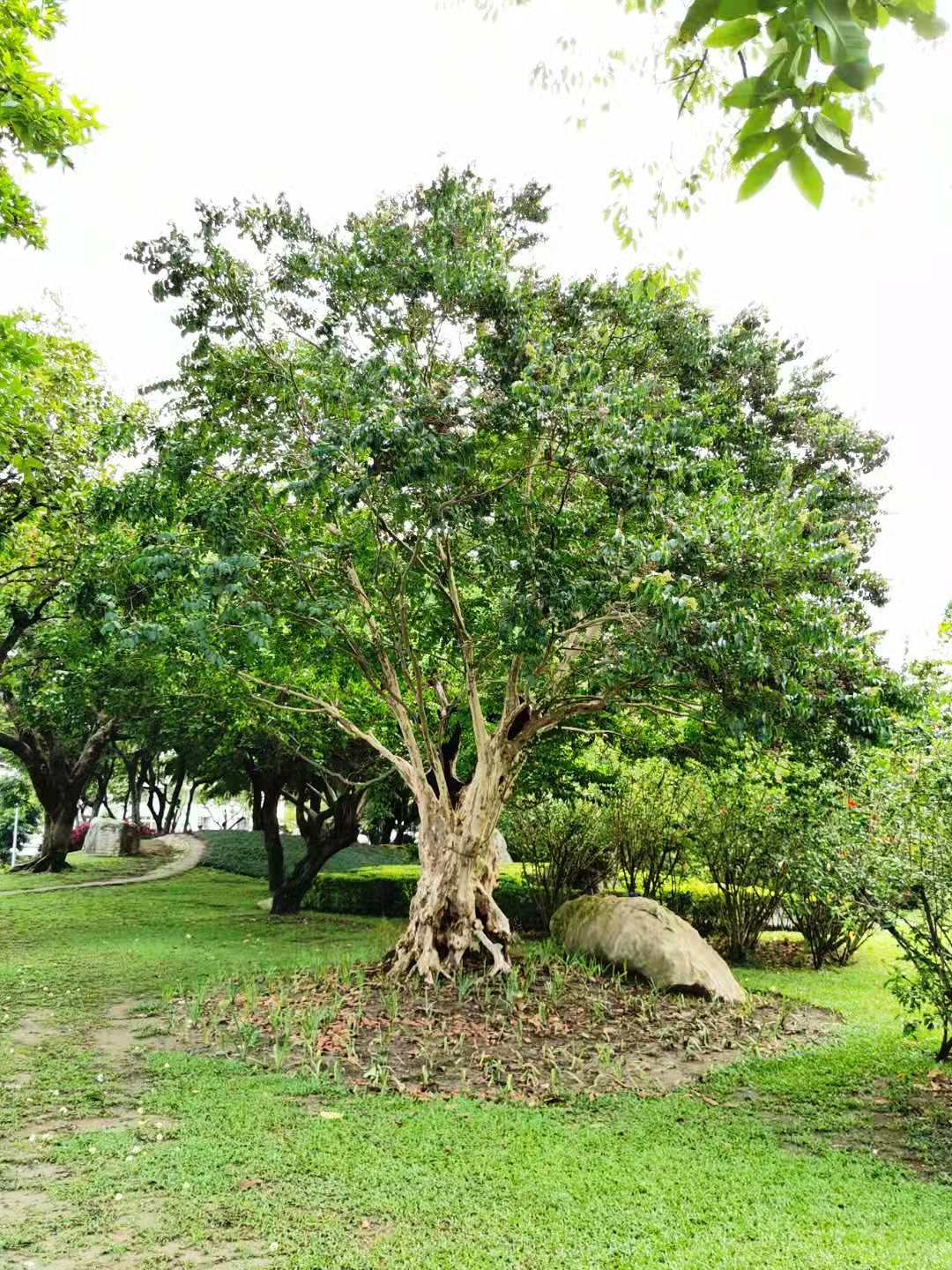
Arbre

## Systématique
Le nom correct complet (avec auteur) de ce taxon est Lagerstroemia subcostata Koehne.
Lagerstroemia subcostata a pour synonymes :
- Lagerstroemia microcarpa Hance
- Lagerstroemia subcosatata subsp. hirtella Koehne
- Lagerstroemia subcostata var. hirtella Koehne
- Lagerstroemia unguiculosa Koehne
- Murtughas subcostata (Koehne) Kuntze